# 日米経済調和対話
日米経済調和対話（にちべいけいざいちょうわたいわ、英：UNITED STATES-JAPAN ECONOMIC HARMONIZATION INITITAIVE）は、アメリカ合衆国連邦政府が日本国政府に対して、規制緩和などの改善を求めた要望事項。
その後これに関連して、日本からアメリカ合衆国への要望も含めて話し合うため、2011年3月に開始された日米両国間で持たれた会合の名称ともなった。1994年から2008年まで年次改革要望書が存在したが、これとは異なる形で現れた日米間の連携。

## 概要
民主党鳩山由紀夫内閣の時代に年次改革要望書の交換は事実上廃止となった。
2010年11月13日、横浜で開催さたAPECの際、菅・オバマ会談の「新たなイニシアティブに関するファクトシート」にて「日米経済調和対話」の立ち上げが発表された。
2011年2月28日～3月4日、東京で第一回目の日米経済調和対話が開催された。地域・グローバル課題への連携、貿易の円滑化、ビジネス環境、個別案件の課題などについて、日米が協力し取り組むための事務レベルの会合がもたれた。

## 内容
事務レベル会合においては、日本側関心事項と米国側関心事項を基にした協議を行う。

### 分野
分野は、貿易、高速鉄道、稀少資源に関する協力、知的財産権、弁護士、医療、保険、通信、郵政、農業、相手国の規制など。

### 主な内容
- 食品の残留農薬基準の緩和
- 医薬品の新薬登録の承認期間の短縮
- 医薬品の認証に関し、海外での臨床データの活用
- 通信事業者への周波数割り当てへの競売方式を導入
- NTT改革を通じた新規参入の促進
- 携帯電話の相互接続料金の引き下げ
- 残留農薬基準を見直し
- 高速鉄道に関する協力の意見交換
- クリーンエネルギー技術協力
- 過去の相手国に対する規制条項撤廃